# Polimela (figlia di Filante)
Nella mitologia greca,  Polimela era il nome della figlia di Filante.

## Il mito
Fu amata da Ermes, innamoratosi di lei quando la vide danzare. Dal dio ebbe Eudoro, famoso per aver poi combattuto nella guerra di Troia. In seguito andò in sposa ad Echecle, un discendente di Attore. Filante si prese cura di Eudoro.

### Moderna
- Luisa Biondetti, Dizionario di mitologia classica, Milano, Baldini&Castoldi, 1997, ISBN 978-88-8089-300-4.